# Harry Hines Woodring
Harry Hines Woodring, né le 31 mai 1887 à Topeka (Kansas) et mort le 9 septembre 1967 au même endroit, est un homme politique américain. Membre du Parti démocrate, il est gouverneur du Kansas entre 1931 et 1933 puis secrétaire à la Guerre entre 1936 et 1940 dans l'administration du président Franklin Delano Roosevelt.

## Source
- (en) Cet article est partiellement ou en totalité issu de l’article de Wikipédia en anglais intitulé « Harry Hines Woodring » (voir la liste des auteurs).